# Molen De Nayer-De Becker
De Molen De Nayer-De Becker is een watermolen in de tot de Vlaams-Brabantse gemeente Beersel behorende plaats Dworp, gelegen aan de Molenstraat.
Deze onderslagmolen op de Molenbeek fungeerde aanvankelijk als papiermolen en later als korenmolen.

## Geschiedenis
De molen werd gebouwd in 1823 als papiermolen. Al in 1848 was er echter sprake van een korenmolen. Na de Tweede wereldoorlog werd de molen stilgelegd en in 1951 werd het waterrad verwijderd en ook het sluiswerk ontmanteld. In 1973 werd het molenhuis omgebouwd tot landhuis.